# Shijiazhuang
Shijiazhuang (chinesisch 石家莊市 / 石家庄市, Pinyin Shíjiāzhuāng Shi) ist die Hauptstadt der Provinz Hebei der Volksrepublik China. Das Verwaltungsgebiet der bezirksfreien Stadt hat eine Fläche von 13.504 km² (enthält nicht die 960 km² der Stadt Xinji, die von der Provinz verwaltet wird). Bei der Volkszählung 2020 hatte Shijiazhuang eine ansässige Bevölkerung von etwa 11,2 Millionen Einwohnern. In dem eigentlichen städtischen Siedlungsgebiet von Shijiazhuang leben 3,1 Millionen Menschen (Zensus 2010).

## Administrative Gliederung
Auf Kreisebene setzt sich Shijiazhuang aus acht Stadtbezirken, elf Kreisen und zwei kreisfreien Städten zusammen. Diese sind:
- Stadtbezirke Chang’an (长安区, Sitz der Stadtregierung), Qiaoxi (桥西区), Xinhua (新华区), Yuhua (裕华区), Jingxingkuang (井陉矿区), Gaocheng (藁城市), Luquan (鹿泉市), Luancheng (栾城县),
- Kreise Jingxing (井陉县), Zhengding (正定县), Xingtang (行唐县), Lingshou (灵寿县),  Gaoyi (高邑县), Shenze (深泽县), Zanhuang (赞皇县), Wuji (无极县), Pingshan (平山县), Yuanshi (元氏县), Zhao (赵县),
- kreisfreie Städte Jinzhou (晋州市) und Xinle (新乐市).[4]

Seit 1. Juni 2013 wird die kreisfreie Stadt Xinji (辛集市) direkt von der Provinz Hebei verwaltet. Mit der Gebietsreform vom 9. September 2014 wurde der Stadtbezirk Qiaodong aufgelöst, Luancheng, Luquan und Gaocheng wurden zu Stadtbezirken.

## Bevölkerung
Nach der Volkszählung 2020 hatte Shijiazhuang eine registrierte Bevölkerung von 11.235.086 Einwohnern, davon 7.884.379 in städtischen und 3.350.707 in ländlichen Gebieten. Im Vergleich zur Volkszählung im Jahr 2010 stieg die städtische Bevölkerung um 2.739.246 Personen (+19,56 Prozent). Zur ansässigen Bevölkerung zählten 2.928.730 passager ansässige Wanderarbeiter (流动人口为, „fließende Bevölkerung“), darunter 522.392 Migranten aus anderen Provinzen und 2.406.338 Personen aus der Provinz Hebei.
Von der registrierten Bevölkerung entfielen im Jahr 2020 50,15 % auf Männer und 49,85 % auf Frauen.
Per Ende 2017 waren in Shijiazhuang Angehörige von 51 ethnischen Gruppen registriert. Auf Han-Chinesen entfielen dabei 98,82 %, auf Hui-Chinesen 0,61 %, auf Mandschuren 0,38 %, auf alle anderen Gruppen 0,19 %.

## Wirtschaft
Laut einer Studie aus dem Jahr 2014 erwirtschafte Shijiazhuang ein Bruttoinlandsprodukt von 130,5 Milliarden US-Dollar in Kaufkraftparität. In der Rangliste der wirtschaftsstärksten Metropolregionen weltweit belegte die Stadt damit den 100. Platz. Das BIP pro Kopf liegt bei 12.405 US-Dollar (KKP). In der Stadt waren 1,4 Millionen Arbeitskräfte beschäftigt. Mit 9,1 % jährlich im Zeitraum von 2009 bis 2014 wuchs das BIP pro Kopf schnell.

## Verkehr
Die in den Jahren zwischen 1986 und 1993 gebaute, etwa 270 Kilometer lange Autobahn, die Shijiazhuang mit Peking verbindet, war das erste größere chinesische Autobahnprojekt. Am 1. Januar 1989 gab es in ganz China 147 Kilometer Autobahn, um 2007 wurden pro Jahr durchschnittlich ca. 5.000 Kilometer neue Strecken im Land fertiggestellt.
Mit der Shijiazhuang Metro nahm 2017 eine U-Bahn ihren Betrieb auf. Das Netz besteht aus drei Linien, die im Stadtzentrum ein Dreieck formen.

## Geschichte & Sonstiges
Die Geschichte der Stadt Shijiazhuang ist eng mit dem Bau der Eisenbahn zu Beginn des 20. Jahrhunderts verknüpft: 1904 bis 1907 wurde die Zhengtai (正太)-Eisenbahnlinie gebaut. Das Gebiet des heutigen Shijiazhuang lag damals am Knotenpunkt der beiden Eisenbahnlinien Zhengtai- und Jinghan-Eisenbahn. Da die Zhengtai-Eisenbahn die Spurweite 1,00 m, die Jinghan-Eisenbahnlinie jedoch die europäische Normalspurweite (1435 mm) verwendete, entwickelte sich am Knotenpunkt bald ein reiches Lager- und Speditionsgewerbe. Die Agglomeration wuchs beständig, gegen Anfang der 1920er Jahre hatte sich bereits ein Siedlungsgebiet mit 1,8 km² bebauter Fläche entwickelt.
Als 1925 das Stadtrecht beantragt (bzw. die Stadt gegründet) werden sollte, hatte Shijiazhuang weniger als 10 000 Einwohner. Um die Voraussetzungen zu erfüllen, wurde Shijiazhuang daher (auf dem Papier) mit anderen Dörfern zusammengelegt. Der Name der neu gegründeten Stadt – Shimen (石門) – leitet sich aus dem ersten Schriftzeichen von Shijiazhuang und dem letzten Schriftzeichen von Xiumen ab.
Die Stadt wurde also 1925 unter dem Namen Shímén (石門) gegründet, formell zur Stadt erklärt wurde sie aber erst am 7. Oktober 1939. Am 26. Dezember 1947 wurde die Stadt in Shijiazhuang umbenannt.
Xibaipo – ein wichtiger Ort der chinesischen Revolution – war im Befreiungskrieg der Sitz des Hauptquartiers des Zentralkomitees der Kommunistischen Partei Chinas.
Im Jahr 1991 hatte die Stadt 1,32 Millionen Einwohner. Mit der Eingemeindung des Bezirks Shijiazhuang im Juni 1993 erweiterte sich das Stadtgebiet auf 15.848 km².
Wie in allen Großstädten Chinas ist die Luftverschmutzung ein großes Problem. Im Dezember 2016 galt Shijiazhuang mit einer anhaltenden dichten Smog-Glocke über einen Monat lang als die Stadt mit der höchsten Luftverschmutzung ganz Chinas oder sogar der ganzen Welt.

## Söhne und Töchter der Stadt
- Li Meiju (* 1979), Kugelstoßerin
- Li Yanxi (* 1984), Dreispringer
- Guo Tianqian (* 1995), Kugelstoßerin
- Li Xiaohui (* 1999), Rollstuhltennisspielerin

## Städtepartnerschaften
- Nagano, Japan, seit 1981
- Saskatoon, Kanada, seit 1985
- Des Moines, Vereinigte Staaten, seit 1985
- Parma, Italien, seit 1987
- Corby, Vereinigtes Königreich, seit 1994
- Cheonan, Südkorea, seit 1997
- Santiago de Querétaro, Mexiko, seit 1997
- Falkenberg, Schweden, seit 2002
- Nam Định, Vietnam, seit 2004

## Klimatabelle
|                       | Jan  | Feb  | Mär  | Apr  | Mai  | Jun  | Jul  | Aug  | Sep  | Okt  | Nov  | Dez  |   |      |
| Mittl. Tagesmax. (°C) | 3,5  | 5,7  | 13,3 | 21,1 | 27,5 | 32,0 | 31,7 | 30,1 | 26,4 | 20,5 | 12,0 | 5,2  | ⌀ | 19,1 |
| Mittl. Tagesmin. (°C) | −7,5 | −5,0 | 1,4  | 8,6  | 14,4 | 19,3 | 22,1 | 21,1 | 15,2 | 8,5  | 1,2  | −5,0 | ⌀ | 7,9  |
|                       |      |      |      |      |      |      |      |      |      |      |      |      |   |      |
| Niederschlag (mm)     | 3    | 9    | 12   | 23   | 36   | 49   | 137  | 156  | 54   | 29   | 16   | 4    | Σ | 528  |
|                       |      |      |      |      |      |      |      |      |      |      |      |      |   |      |
| Regentage (d)         | 2    | 3    | 4    | 5    | 6    | 8    | 14   | 13   | 8    | 6    | 4    | 2    | Σ | 75   |

| −7,5 |

| −5,0 |

| 1,4 |

| 8,6 |

| 14,4 |

| 19,3 |

| 22,1 |

| 21,1 |

| 15,2 |

| 8,5 |

| 1,2 |

| −5,0 |

| −7,5 |

| −5,0 |

| 1,4 |

| 8,6 |

| 14,4 |

| 19,3 |

| 22,1 |

| 21,1 |

| 15,2 |

| 8,5 |

| 1,2 |

| −5,0 |

## Bauwerke

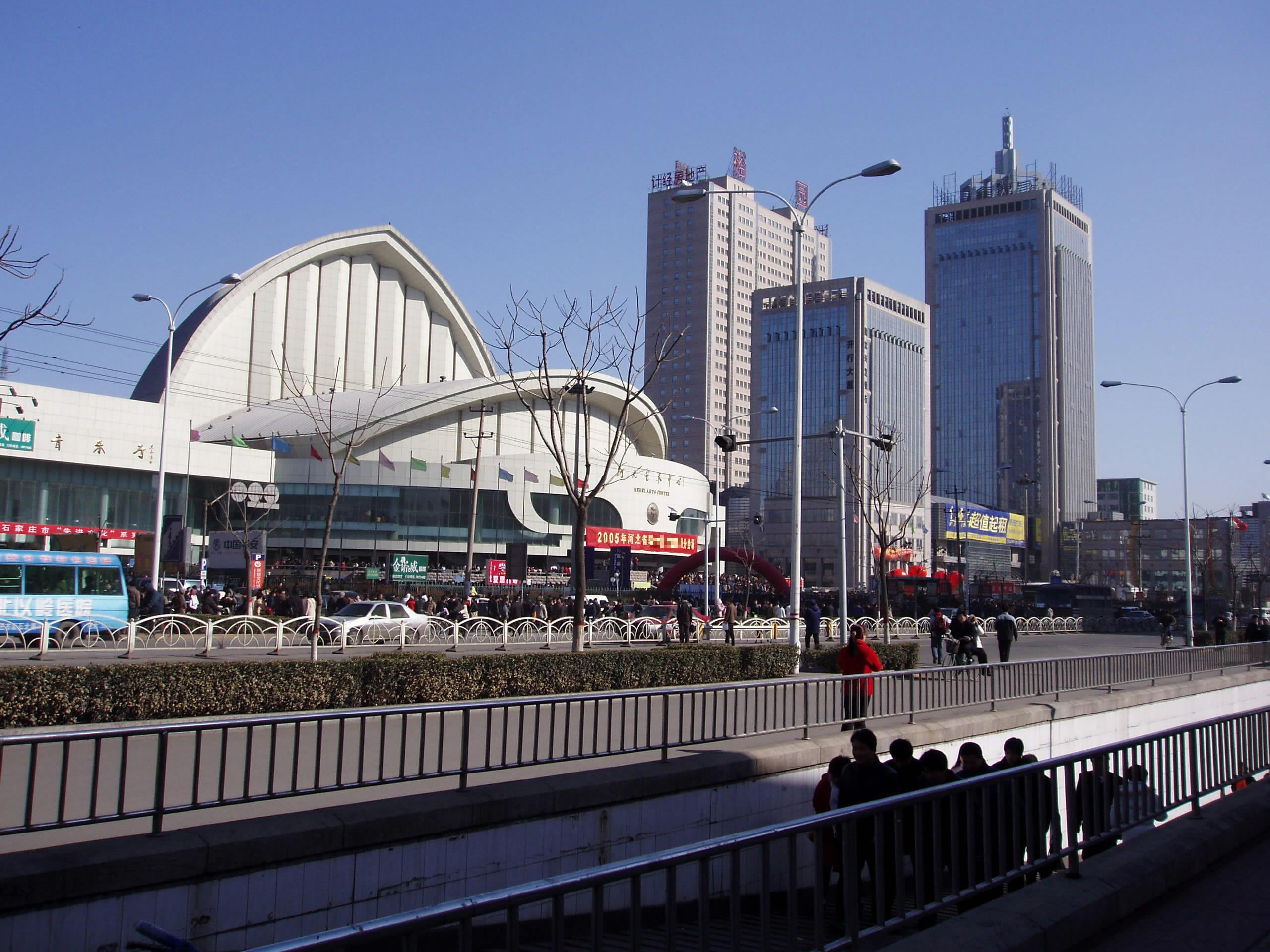
Kunst- und Kulturzentrum

- Fernsehturm Shijiazhuang